# Other People's Songs
Albums de Erasure
Loveboat
(2000) Sanctuary: The EIS Christmas Concert 2002
(2003)
Singles
Other People's Songs est le 10e album studio du groupe anglais Erasure, paru le 27 janvier 2003 (au Royaume-Uni). Cet album faisait écho au mini-album de reprises Abba-esque, paru 11 ans plus tôt.
Il s'agit d'un album de reprises dans lequel Vince Clarke et Andy Bell réinterprètent de façon électronique quelques tubes qui ont marqué leur enfance ainsi que leur adolescence. Diversement apprécié par les fans et les critiques, cet album remit pourtant le groupe sur les rails du succès commercial, notamment en raison du buzz créé au Royaume-Uni par la reprise d'une chanson de Peter Gabriel, Solsbury Hill, qui permit au groupe Erasure d'être à nouveau invité sur la BBC dans l'émission Top of the Pops et de retrouver le Top 10 britannique, chose qui ne lui était plus arrivée depuis 1997 (avec l'album Cowboy). Ce retour en grâce du groupe Erasure concerna également l'Allemagne et le Danemark.
Côté technique, le groupe travailla en étroite collaboration avec le producteur Gareth Jones, qui avait déjà produit trois albums d'Erasure. Pour le mixage et certains arrangements, ils ont également refait appel à David Bascombe et à Martyn Phillips qui avaient travaillé avec Erasure sur l'album Chorus, en 1991. C'est probablement ce qui explique pourquoi les arrangements de Other People's Songs ressemblent beaucoup à de ceux de Chorus.
Pour moitié, les chansons reprises dans cet album sont originaires des années 1950 et la chanson la plus récente, Everybody's Got to Learn Sometime, remonte à 1980. Soulignant l'ancienneté des chansons qu'il contient, la pochette de Other People's Songs représente un gramophone sur fond de ciel bleu sombre étoilé. Le gramophone se retrouvera sur les pochettes des deux singles extraits de l'album, Solsbury Hill et Make me Smile (Come up & See me), mais avec des arrière-plans différents.
Il est à noter que le single Solsbury Hill propose, outre deux chansons inédites d'Erasure, une reprise inédite de l'Ave Maria de Charles Gounod, entièrement chantée en latin par Andy Bell sur un fond musical piano très dépouillé ; ce qui en fait l'une des faces B les plus étonnantes du groupe. Le DVD The Erasure Show - Live in Cologne comporte une interprétation de cette reprise en concert.
Une tournée européenne suivit la parution de Other People's Songs.
Le 9 septembre 2016, dans le cadre de la célébration des 30 ans d'Erasure, l'album Other People's Songs est réédité au format vinyle 33 tours.

## Classement parmi les ventes de disques
| Pays               | Meilleure position |
| ------------------ | ------------------ |
| Allemagne          | 17                 |
| Royaume-Uni        | 17                 |
| Union européenne   | 30                 |
| Danemark           | 31                 |
| République tchèque | 48                 |
| États-Unis         | 138                |

## Ventes
- États-Unis : 50 000 exemplaires vendus

(aucun chiffre connu pour les autres pays)

## Détail des plages
(artiste original entre parenthèses)
| 1.    | Solsbury Hill                      | Peter Gabriel                              | 4:17 |
| 2.    | Everybody's Got to Learn Sometime  | The Korgis (Warren)                        | 3:20 |
| 3.    | Make Me Smile (Come Up And See Me) | Steve Harley and Cockney Rebel             | 3:56 |
| 4.    | Everyday                           | Buddy Holly                                | 1:59 |
| 5.    | When Will I See You Again          | The Three Degrees (Gamble/Huff)            | 2:58 |
| 6.    | Walking In the Rain                | The Ronettes (Mann/Weil)                   | 2:47 |
| 7.    | True Love Ways                     | Buddy Holly                                | 3:06 |
| 8.    | Ebb Tide                           | The Righteous Brothers (Maxwell/Sigman)    | 3:06 |
| 9.    | Can't Help Falling In Love         | Elvis Presley (Weiss/Peretti/Creatore)     | 3:27 |
| 10.   | You've Lost That Lovin' Feelin'    | The Righteous Brothers (Mann/Weil/Spector) | 3:58 |
| 11.   | Goodnight                          | Cliff Eberhardt                            | 4:08 |
| 12.   | Video Killed the Radio Star        | The Buggles (Downes/Horne/Woolley)         | 3:49 |
| 41:17 |                                    |                                            |      |